# Frank Bullen
Frank Thomas Bullen (Londres, 5 de abril de 1857 - Madeira, 1 de março de 1915), foi um escritor e novelista britânico.

## Biografia
Frank nasceu no seio de uma família pobre. Frequentou a escola Westbourne de Paddington em Londres. Deixou a escola muito cedo, com nove anos, vivendo de pequenos trabalhos. A partir de 1869 viaja por via marítima à volta do globo e ocupa várias funções até se tornar segundo capitão. De 1883 até 1889 torna-se funcionário do gabinete de meteorologia. Torna-se conhecido do grande público após a publicação de seu livro la croisière du cachalot (1906). Morre na Madeira no 1º de março de 1915.

## Publicações
- The Cruise of the Cachalot: Round the World After Sperm Whales, 1898
- The Log of a Sea-Waif, 1899
- Idylls of the Sea, 1899
- The Way They Have In the Navy, 1899
- With Christ At Sea, 1900
- The Men of the Merchant Service, 1900
- Deep Sea Plunderings, 1901
- A Sack of Shakings, 1901
- With Christ in sailor town; what the seamen's mission is doing, 1901
- The Apostles of the South-East, 1901
- A Whaleman's Wife, 1902
- Sea Wrack, 1903
- Denizens of the Deep, 1903-1904
- Sea Puritans, 1904
- Back to Sunny Seas, 1905
- Frank Brown, Sea Apprentice, 1906
- Sea Spray, 1906
- Our Heritage, the Sea, 1906
- The Call of the Deep, 1907
- Advance, Australasia!, 1907
- A Bounty Boy: Being Some Adventures of a Christian Barbarian on an unpremeditated Trip Round the World, 1907
- The Confessions of a Tradesman, 1908
- A Son of the Sea, 1908
- The Seed of the Righteous, 1908
- Creatures of the Sea, 1909
- Beyond, 1909
- The Bitter South 1909
- Cut off from the world, 1909
- The Salvage of a Sailor, 191-?
- Told in the dog watches, 1910
- Young Nemesis; or, The Pirate Hunter, 1910
- Fighting the Icebergs, 1910
- A Compleat Sea Cook, 1912
- Songs of Sea Labour, 1914
- Recollections: the reminiscences of the busy life of one who has played the varied parts of sailor, author & lecturer, 1915